# Saint-Apollinaire (Hautes-Alpes)
Saint-Apollinaire ist eine französische Gemeinde im Département Hautes-Alpes in der Region Provence-Alpes-Côte d’Azur. Sie gehört zum Kanton Chorges im Arrondissement Gap.

## Geografie
Saint-Apollinaire befindet sich nördlich des Lac de Serre-Ponçon und an der Südostflanke des Pic de Chabrières in den Seealpen. Die Gemeinde grenzt im Norden an Réallon, im Osten und Südosten an Savines-le-Lac sowie im Südwesten und Westen an Prunières. 
Im Norden der Gemeindegemarkung befinden sich mit dem Lac de Saint-Apollinaire ein kleiner See und südlich davon ein Campingplatz.

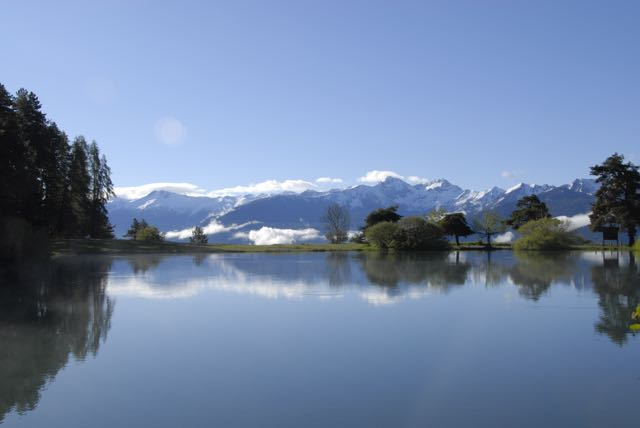
Lac de Saint-Apollinaire

## Bevölkerungsentwicklung
| Jahr      | 1962 | 1968 | 1975 | 1982 | 1990 | 1999 | 2006 | 2012 |
| --------- | ---- | ---- | ---- | ---- | ---- | ---- | ---- | ---- |
| Einwohner | 67   | 63   | 71   | 63   | 99   | 106  | 108  | 123  |

## Sport
Im Jahr 2024 führte die Tour de France auf der 18. Etappe durch Saint-Apollinaire. Auf der D9 wurde mit der Côte de Saint-Apollinaire (1286 m) eine Bergwertung der 3. Kategorie abgenommen. Diese wies auf einer Länge von 7 Kilometern eine durchschnittliche Steigung von 5,5 % auf. Der Norweger Tobias Halland Johannessen gewann die Bergwertung.